# Ambaixador de bona voluntat

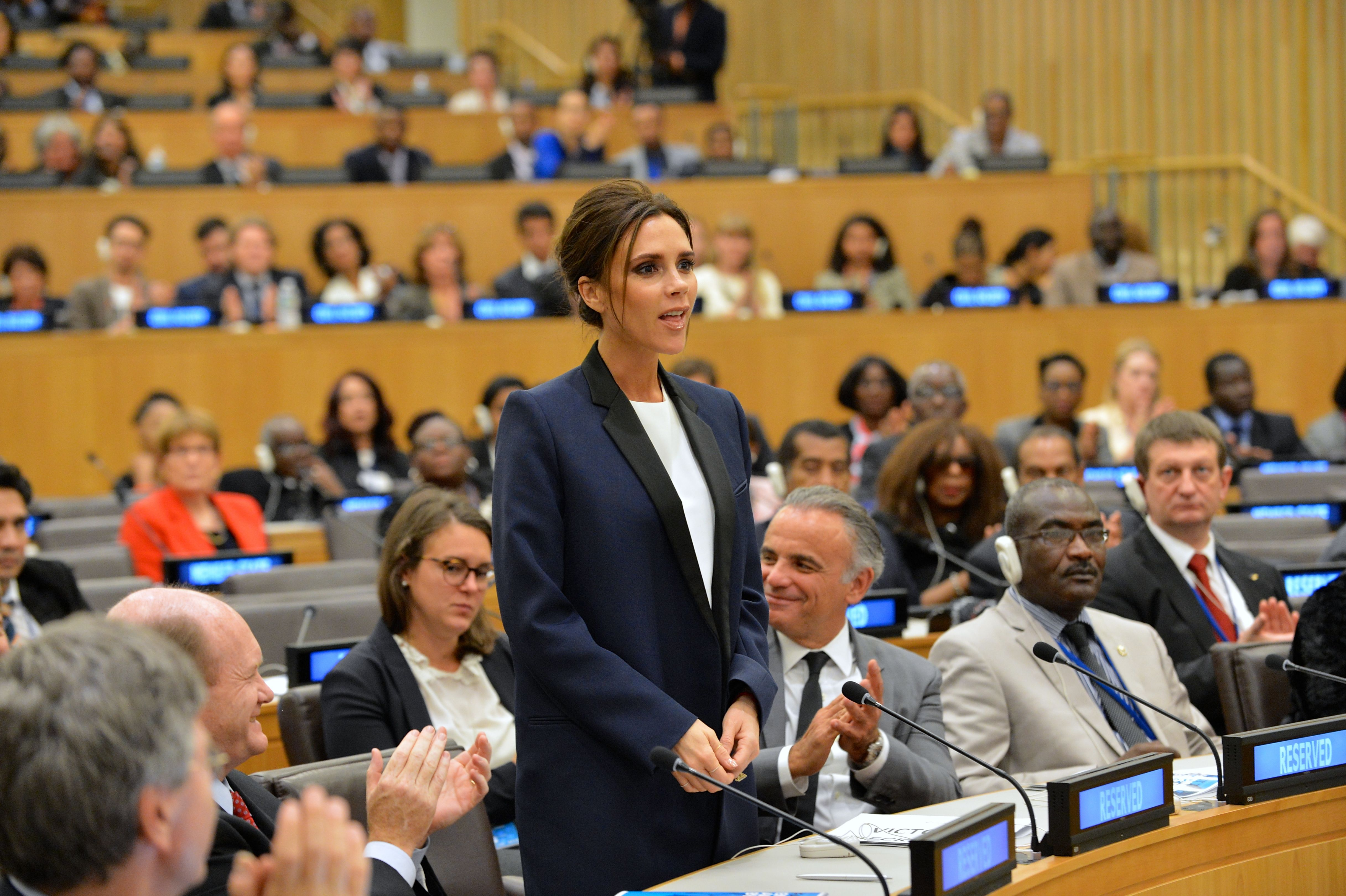
Victoria Beckham, ambaixadora de bona voluntat de l'ONUSIDA.

Un ambaixador de bona voluntat és una persona que advoca, sobre la base de la seva notorietat, per una causa específica (ja sigui d'un país o d'una organització). Els ambaixadors de bona voluntat generalment promouen bonament els ideals d'una entitat (sovint una organització sense ànim de lucre) a una altra, o a una població. El terme s'ha de distingir del concepte relacionat d'ambaixador d'una corporació, que té un paper en la promoció d'una empresa o producte a través de la interacció personal.
L'ambaixador de bona voluntat pot ser un individu del mateix país on resideixi o es desplaci a un altre país, en una missió diplomàtica (o missió internacional d'amistat) a un nivell d'igual a igual; és a dir: de país a país, d'estat a un altre, d'una ciutat a una altra; o, com a intermediari en representació de la gent en l'altre extrem d'una organització.
Els ambaixadors de bona voluntat han estat una part oficial (o no oficial) dels governs i cultures durant el temps que ha existit la diplomàcia; per intercanviar regals i presents; per l'ajuda humanitària o d'ajuda al desenvolupament; utilitzant celebritats ben conegudes, com científics, escriptors, activistes o personalitats de l'alta societat. Les missions de bona voluntat dels països es duen a terme normalment o supervisades pel cap d'Estat, i no necessàriament impliquen credencials diplomàtiques més enllà d'una carta de presentació. No obstant això, alguns estats, com Haití, expedeixen credencials que inclouen la immunitat diplomàtica dels ambaixadors de bona voluntat.